# Moreton Jeffries
Moreton Jeffries est une paroisse civile et un village du Herefordshire, en Angleterre.